# Моштауші
Мошта́уші (рос. Моштауши, чув. Мăштавăш) — присілок у складі Чебоксарського району Чувашії, Росія. Входить до складу Абашевського сільського поселення.
Населення — 91 особа (2010; 85 у 2002).
Національний склад:
- чуваші — 98 %